# Reitoru
Reitoru es un atolón de las Tuamotu, en la Polinesia Francesa. Está situado en el centro del archipiélago, a 50 km al suroeste de Hikueru, y pertenece a la comuna de Hikueru.

## Geografía
La laguna interior está cerrada sin paso navegable alguno hacia el océano. La superficie total es de 8 km². Está deshabitado y sin ninguna infraestructura. 

## Historia
El atolón fue descubierto por el francés Louis Antoine de Bougainville en 1768. El año siguiente, el inglés James Cook lo llamó «Bird Island» porque los pájaros eran los únicos habitantes que encontró. Durante el siglo XIX y comienzos del XX fue un importante centro para los buceadores que recolectaban perlas. En 1903 el atolón quedó sumergido durante un ciclón provocando la muerte de un centenar de personas.